# Nie Chongrui
Dans ce nom, le nom de famille, Nie, précède le nom personnel.
Nie Chongrui (chinois : 聂崇瑞) est un dessinateur (manhuajia) et écrivain chinois né le 23 janvier 1943 à Calcutta en Inde.

## Biographie
Nie Chongrui est né en Inde en 1943 où son père occupe un poste à la Banque Centrale. En 1946, la famille rentre en Chine et s’installe à Shanghai jusqu’en 1953 où le père est muté dans une compagnie d’Import-export à Pékin. Il est issu d’une grande famille de la dynastie des Qing, qui vécut entre le XVIIe et le XIXe siècle dans la province de Hunan, près de la fameuse montagne Hengshan.
Nie Chongrui montre, très tôt, des aptitudes pour les beaux-arts et le dessin. Grâce à ses bons résultats, il est directement envoyé au 35e Lycée de Pékin où un cours de beaux-arts est dispensé. Dès 16 ans, il sait qu’il veut étudier dans une école supérieure de beaux-arts. Des mouvements sociaux en 1962, qui suspendent les examens, ne le lui permettront pas. Il s’inscrit alors dans une école de beaux-arts pour amateurs.
En pleine Révolution Culturelle, la plupart des artistes professionnels sont envoyés à la campagne pour vivre avec les paysans – la classe des travailleurs. Sous la pression économique, Nie Chongrui commence à travailler comme ouvrier-mécanicien dans le Shanxi.
Mais un ouvrier-artiste comme lui est vite repéré pour ses qualités artistiques. La manufacture de diapositives de Pékin recrute à ce moment-là des artistes professionnels pour lancer des campagnes de propagande. Pendant 16 ans, profitant de son temps libre, Nie Chongrui parvient à faire éditer ses propres bandes dessinées en lianhuanhua et ses illustrations dans des magazines tels que Reviens, Roland ! Énigmes du Monde, Pavlov, Rayons X et Roentgen.
En parallèle, de 1984 à 1986 il suivra les cours de l'Académie centrale des beaux-arts de Chine, à Pékin.
À la fermeture de la manufacture en 1995, Nie Chongrui travaille dans un cabinet d’architecture de Pékin. Il va y acquérir une solide technique qu’il mettra en pratique dans ses œuvres.
Entre 1997 et 2003, Nie occupe le poste de directeur artistique aux Éditions des Beaux-Arts du Peuple de Pékin. Pendant cette période, il fait publier ses propres œuvres dans le magazine Roi du Dessin, une publication de la maison d’édition, parmi lesquelles : Le fils du marchand et Nie Xiaoqian (1996), Glissements de Terrain et La Dignité (1997), Hoh Xil (1998), En route, on part en voyage de survie en plein air !(1999). Il produit également des dessins pour le magazine Dessins pour enfants et les manuels pédagogiques de l’enseignement national.
En 2003, il quitte les Éditions des Beaux-arts du Peuple de Pékin pour se consacrer un temps à la peinture.
À partir de 2006, il devient dessinateur professionnel chez Beijing Total Vision Culture Co. Ltd. Il adapte les fameuses Chroniques de l’étrange de Pu Songling. C'est alors que son album dessiné, le Fils du marchand, est édité en France par les éditions XiaoPan. Il s'agit de sa première œuvre commercialisée hors de Chine, présentée lors du Festival international de la bande dessinée d'Angoulême, suivi peu après en 2007 par la publication de la Belle du temple hanté adaptée d'un conte de Pu Songling.
En 2010 parait le premier tome de la série Juge Bao aux Éditions Fei, en collaboration avec le scénariste français Patrick Marty (série de 6 tomes traduits en Italien par l’éditeur Coconino Press, en néerlandais par les éditions Xtra et en américain par Archaia Entertainment). Ses œuvres sont en cours de publication en Chine.
En 2013, Kotoji Éditions propose une réédition de la Belle du temple hantée, à la suite de la disparition de la maison d'édition XiaoPan.
En 2015, Nie expose pour la première fois en France une série de dessins originaux dans la galerie des éditions Fei à Paris.
Par la suite, Nie décide de s'installer en France tout en continuant de voyager régulièrement aux Etats-Unis et de retourner ponctuellement en Chine.
Il décide alors de prendre le temps de développer un récit dessiné qui porterait sur une période de sa vie passée à la montagne, où la nature a transformé l'Homme et vice versa.
En mars 2019, ledit récit dessiné paraît aux éditions Steinkis : Au loin, une montagne.
Depuis, Nie participe chaque année aux festivals de BD les plus importants en France et à l'étranger et prépare de nouveaux ouvrages dont un récit graphique sur la jeunesse et les parents de sa femme, Natalie Nie, en pleine guerre d'Indochine, sortant à l'été 2025 chez l'éditeur Mosquito.

## Œuvres publiées en Chine
- 1996 : Le Fils du marchand (édition des Beaux-Arts du peuple de Pékin)
- 1996 : Nie Xiaoqian (édition des Beaux-Arts du peuple de Pékin)
- 1997 : Glissements de terrain (éditions des Beaux-Arts du peuple de Pékin)
- 1997 : La dignité (éditions des Beaux-Arts du peuple de Pékin)
- 1998 : Hoh Xil (éditions des Beaux-Arts du peuple de Pékin)
- 1999 : En route, on part en voyage de survie en plein air ! (éditions des Beaux-Arts du peuple de Pékin)

## Œuvres publiées à l'étranger (hors France et Chine)
- 2023 : Una montana lejana trad. de Au loin, une montagne (en noir et blanc), Nie Chongrui,  (ISBN 978-8-419211-11-8) (Amok Ediciones)
- 2023 : Juez Bao y la bella envenenada trad. de Juge Bao et la belle empoisonnée (en noir et blanc), Nie Chongrui,  (ISBN 978-8-419211-09-5) (Amok Ediciones)
- 2022 : Juez Bao y el rey de los ninos trad. de Juge Bao et le roi des enfants (en noir et blanc), Nie Chongrui,  (ISBN 978-8-419211-05-7) (Amok Ediciones)
- 2021 : Juez Bao y el fénix de jade trad. de Juge Bao et le phénix de jade (en noir et blanc), Nie Chongrui,  (ISBN 978-8-417989-88-0) (Amok Ediciones)

## Œuvres publiées en France
- 2006 : Le Fils du marchand (en couleur), Nie Chongrui,  (ISBN 978-2-940380-01-5) (édition XiaoPan)
- 2007 : La belle du temple hanté (en noir et blanc), Nie Chongrui,  (ISBN 978-2-940380-37-4) (édition XiaoPan)
- 2013 : La belle du temple hanté (en noir et blanc), réédition chez Kotoji Éditions,  (ISBN 978-2-953848-09-0)
- 2019 : Au loin, une montagne (en noir et blanc), Nie Chongrui,  (ISBN 978-2-368462-55-3) (édition Steinkis)
- 2019 : Au loin, une montagne (édition collector), Nie Chongrui,  (ISBN 978-2-368464-81-6) (édition Steinkis)
- 2025 : ‘‘Sale’’ guerre en Indochine - Souvenirs d’un journaliste de l’AFP, Nie Chongrui & Natalie Nie,  (ISBN 978-2-493343-55-0) (Mosquito)

### Série Juge Bao
À l'instar du juge Ti, le juge Bao (999-1062) est un personnage historique devenu héros littéraire. Nie Chongrui et Patrick Marty lui consacrent une série de six volumes en noir et blanc aux Éditions Fei:
- 2010 : Juge Bao et le phénix de jade (vol. 1), Patrick Marty, Nie Chongrui, Fang Er-Ping (trad.),  (ISBN 978-2-35966-000-5)
- 2010 : Juge Bao et le roi des enfants (vol. 2), Patrick Marty, Nie Chongrui, Fang Er-Ping (trad.),  (ISBN 978-2-35966-001-2)
- 2010 : Intégrale Juge Bao (1/2) - (coffret vol. 1,2 et 3), Patrick Marty, Chongrui Nie, Fang Er-Ping (trad.),  (EAN 360-0-12120-123-1)
- 2011 : Juge Bao et la belle empoisonnée  (vol. 3), Patrick Marty, Nie Chongrui, Fang Er-Ping (trad.),  (ISBN 978-2-35966-006-7)
- 2012 : Juge Bao et l'auberge maudite  (vol. 4), Patrick Marty, Nie Chongrui, Fang Er-Ping (trad.),  (ISBN 978-2-35966-007-4)
- 2013 : Juge Bao et les larmes de Bouddha  (vol. 5), Patrick Marty, Nie Chongrui, Fang Er-Ping (trad.),  (ISBN 978-2-35966-008-1)
- 2014 : Juge Bao et l'impératrice oubliée  (vol. 6), Patrick Marty, Nie Chongrui, Fang Er-Ping (trad.),  (ISBN 978-2-35966-009-8)
- 2014 : Intégrale Juge Bao (2/2) (coffret vol. 4,5 et 6), Patrick Marty, Nie Chongrui, Fang Er-Ping (trad.),  (ISBN 978-2-35966-036-4)